# Петровка (Софиевский район)
Петровка (укр. Петрівка) — село,
Николаевский сельский совет,
Софиевский район,
Днепропетровская область,
Украина.
Код КОАТУУ — 1225284411. Население по переписи 2001 года составляло 125 человек .

## Географическое положение
Село Петровка находится на левом берегу реки Базавлук,
выше по течению на расстоянии в 1,5 км расположено село Катерино-Наталовка,
ниже по течению на расстоянии в 2 км и на противоположном берегу расположено село Николаевка.